# Marpesia theonis
Marpesia theonis är en fjärilsart som beskrevs av Jean Baptiste Boisduval. Marpesia theonis ingår i släktet Marpesia och familjen praktfjärilar. Inga underarter finns listade i Catalogue of Life.